# Апатенко Володимир Максимович
Апатенко Володимир Максимович (нар.14 березня 1931 — пом.2 жовтня 2010) — заслужений працівник сільського господарства України, академік Міжнародної академії наук вищої школи України, доктор ветеринарних наук, професор Харківської державної зооветеринарної академії, завідувач кафедри натологічної анатомії і натологічної фізіології Харківського зооветеринарного інституту, кафедри мікробіології, вірусології Харківської державної зооветернарної академії.

## Біографія
Володимир Апатенко народився 14 березня 1931 року у с. Первомайське Хомутівського району Курської області.
У 1939 році навчався у школі в с. Землянське Воронізької області.
Після закінчення у 1949 році середньої школи в с. Олексіївка Корочанського району Бєлгородської області вступив до Харківського ветеринарного інституту, де навчався до 1954 року.
Протягом 1955-1960 років працює старшим ветеринарним лікарем Кальчикської МТС м. Маріуполь.
Протягом 1960-1963 років аспірант Харківського зооветернарного інституту на кафедрі патологічної анатомії та патологічної фізіології анатомії у професора Н. Г. Толстової-Парійської.
У 1963 році працював асистентом кафедри зоогігієни з основами ветеринарії Харківського зооветеринарного інституту.
Протягом 1964-1967 років працював асистентом мікробіології, вірусології Харківського зооветеринарного інституту.
19 березня 1964 року захистив дисертацію за темою "Морфогенез тканевых реакций и патоморфологическая диагностика оспы птиц"; присуджено науковий ступінь кандидата ветеринарних наук.
2 листопада 1966 року присвоєно вчене звання доцента по кафедрі мікробіології.
У 1967 році був учасником Паризької конференції з лейкозу, та 18 Всесвітнього ветеринарного конгресу.
Протягом 1967-1975 років працював доцентом кафедри мікробіології, вірусології Харківського зооветеринарного інституту.
У червні 1974 року захистив дисертацію за темою "Сравнительная характеристика патоморфологических изменений при моно- и смещанных инфекциях вирусами оспы, ньюкалской болезни и энцефаломиелита птиц"
Протягом 1975-1985 років працював завідувачем кафедри патологічної анатомії і патологічної фізіології ХЗВІ
13 лютого 1976 року присвоєно науковий ступінь доктора ветеринарних наук.
4 лютого 1977 року присвоєно вчене звання професора по кафедрі патологічної анатомії і патологічної фізіології.
Протягом 1986-2006 років працював завідувачем кафедри мікробіології, вірусології; а з 2001 року Харківської державної зооветеринарної академії.
1991, 1995 роки був обраний президентом Наукового товариства паразитоценологів України.
У 1992 році Володимир Максимович одержав грант Держкомітету України з питань науки і технології для наукової роботи "Асоційовані хвороби в аспекті нових поглядів на епітологію заразних хвороб".
Протягом 1992-1997 років член навчально-методичного об'єднання Мінагропрому України.
Протягом 1993-2010 років член Спеціалізованої вченої ради із захисту кандидатських та докторських дисертацій при ННЦ "Інститут експериментальної і клінічної ветеринарної медицини.
24 травня 1996 року Володимир Максимович був обраний дійсним членом Міжнародної академії наук вищої школи (Москва).
У 1997 році обраний академіком Академії наук вищої школи України по аграрному відділенню; учасник Всесвітнього конгресу ветеринарної птахівничої асоціації у Будапешті.
У 1999 році був обраний Президентом міжнародної асоціації паразитоценологів (м. Вітебськ, Беларусь); почесний член товариства паразитологів Румунії.
У 2000 році Інтернаціональним біографічним центром включений до номінації "Людина тисячоліття"; ім'я Володимира Апатенка внесено до міжнародного довідника "Хто є хто" видавництва Американського біографічного інституту.
20 вересня 2001 року Володимиру Максимовичу присвоєно почесне звання "Заслужений працівник сільського господарства України".
У 2002 році був обраний почесним членом Українського наукового товариства паразитологів України.
У 2007 році працював професором кафедри мікробіології та біотехнології Харківської державної зооветеринарної академії.
Протягом 2008-2010 років працював професором кафедри мікробіології, вірусології та імунології Харківської державної зооветеринарної академії.
2 жовтня 2010 року пішов з життя у віці 79 років.

## Праці
Володимир Максимович автор понад 410 наукових праць.

## Відзнаки та нагороди
- почесне звання "Заслужений працівник сільського господарства України" (2001);
- почесна грамота Міністра аграрної політики України (2006).